# Sozinha (canção)
"Sozinha" é uma canção gravada pela cantora brasileira Wanessa Camargo para seu nono álbum de estúdio Universo Invertido (2020). Foi composta por Ender Thomas, Kid Fresco, Noreh e Wanessa e produzida por Ender Thomas. Foi lançada em 9 de outubro de 2020 como primeiro single do álbum. Após o lancamento, a canção se mostrou um sucesso atingindo a posição #1 no Itunes e sendo incluída nas playlist Radar Pop do Deezer e Playlist Pop Brasil. Seu videoclipe lançado na mesma data também foi atingiu #1 no Itunes e #12 nos em alta do YouTube.
Uma nova versão da música em espanhol, "Solita", foi gravada e disponibilizada nas plataformas de streaming assim que os fãs recebam a versão Red do Universo Invertido. A faixa contém alguns versos em espanhol e em sua maioria português. 

## Antecedentes e lançamento
Em 30 de setembro de 2020, Wanessa anunciou em suas redes sociais a faixa "Sozinha" como primeiro single do álbum Universo Invertido. Seu lançamento ocorreu no dia 9 de outubro de 2020 juntamente com o álbum. Sobre a faixa Wanessa descreveu: “Sozinha não é apenas uma música pop para se divertir e dançar. Há muita força nessas canções que ouvimos no dia a dia e que parecem que foram feitas apenas para se ouvir em um momento animado. Há tantas mensagens nas entrelinhas que os compositores colocam ao escrever uma boa música animada: não é apenas uma fórmula para o sucesso” afirmou a cantora em uma entrevista ao POPline. Após o lançamento, a canção se mostrou um sucesso, atingindo a posição #1 no iTunes e sendo incluída nas playlists Radar Pop do Deezer e Playlist Pop Brasil. Seu videoclipe lançado na mesma data também foi atingiu #1 no iTunes e #12 nos em alta do YouTube.

## Divulgação
Wanessa  apresentou a faixa pela primeira vez no Programa da Eliana em 25 de outubro de 2020 com uma performance apenas dança e com um dos looks originais do videoclipe.Wanessa apresentou a faixa  na live Coração pra Coração promovida pelo Instituto Neymar Jr em 22 de novembro de 2020 juntamente com outras faixas de sua carreira. Wanessa divulgou e cantou a faixa no Altas Horas da Rede Globo em 06 de fevereiro de 2021 e no programa Hora do Faro em 18 de abril de 2021 sendo este último em formato medley com a faixa Amor, Amor.

## Prêmios e Indicações
| Ano             | Prêmio                    | Categoria | Resultado |
| --------------- | ------------------------- | --------- | --------- |
| 2020            |                           |           |           |
| Prêmio POP Mais | Melhor Clipe Quarentenado | Indicado  |           |